# Tân vua hài kịch
Tân vua hài kịch (tiếng Trung: 新喜剧之王, tiếng Anh: The New King of Comedy) là một bộ phim điện ảnh Hồng Kông – Trung Quốc thuộc thể loại hài – chính kịch công chiếu năm 2019 do Châu Tinh Trì làm đạo diễn, viết kịch bản và đồng sản xuất. Là bản làm lại của bộ phim Vua hài kịch ra mắt năm 1999, bộ phim có sự tham gia của hai diễn viên chính là Vương Bảo Cường và Ngạc Tĩnh Văn, xoay quanh một cô gái trẻ có ước mơ trở thành một diễn viên bất chấp hạn chế về thân thế và ngoại hình.
Bộ phim có buổi công chiếu vào ngày 5 tháng 2 năm 2019 – tức mùng 1 Tết Nguyên đán năm 2019 – tại các cụm rạp ở Hồng Kông, Trung Quốc và Việt Nam. Bộ phim nhìn chung được giới chuyên môn đánh giá trái chiều, đa phần là những đánh giá tích cực, và đã thu về 106,6 triệu USD từ kinh phí 8 triệu USD.